# ブリー・ラーソン
ブリー・ラーソン（Brie Larson, 1989年10月1日 - ）は、アメリカ合衆国の女優、映画監督、シンガーソングライター。第88回アカデミー賞主演女優賞受賞。

## 生い立ち
カリフォルニア州サクラメントで生まれた。両親はともに2人一緒に練習したうえでカイロプラクターになった。幼年期に両親は別れ、彼女は母や妹とともに、ロサンゼルスへ移った。フランス系カナダ人の血を引いており、フランス語によって育つ一方、スウェーデン系の血を引いてもいる。ホームスクーリングを経てアメリカン・コンサーバトリー・シアターで学ぶ。

## 芸能活動と女優
最初の登場作品はスケッチ・コメディー番組『The Tonight Show with Jay Leno』に出演したことである。程なくして、テレビシリーズ『Schimmel』に配役されたが、その主役だったロバート・シメルは撮影が始まる前にがんと診断されたために放映されることはなかった。それは10ヶ月間保留にしたあと、Foxは番組そのものをキャンセルした。その後ラーソンはThe WBの新番組『In Your Dreams』のオーディションを受け、そして、ボブ・サゲットが演じるキャラクターの末娘エミリー役として本番組に上陸を果たした。本番組は2001年秋から02年の春まで放映されることが決まり、『Raising Dad』と新たに改名した。本番組は計22話を放映したあと打ち切りになった。また、ラーソンはABCのシットコム『Hope & Faith』のパイロット版に配役されたが、彼女や他の数人のキャストメンバーらはまだ未放送パイロット版のまま落とされた。
2003年、ディズニーチャンネルのオリジナルムービー『レーシング・エンジェルズ』にビバリー・ミッチェルと一緒に出演。2004年7月、映画『スリープオーバー』に10代の役者達と主要な役で共演。また、映画『13 ラブ 30 サーティン・ラブ・サーティ』に端役で出演。
2006年の映画『Hoot』に相手役の俳優ローガン・ラーマンとコーディ・リンリーとともに登場。また、映画『童貞ペンギン』に10代のペンギン役で声の出演を果たした。2007年のコメディドラマ映画『Remember the Daze』でアンジー役を演じ、さらに、デビッド・H・スタインバーグが脚本を書いて監督を務めた2008年の短編映画『The Babysitter』に登場。
2008年1月に放映したドラマ『ゴースト 天国からのささやき』に登場を果たしている。また、タチアナ・フォン・ファステンバーグやフランチェスカ・グレゴリーニが監督を務めた2009年の映画『タナー・ホール 胸騒ぎの誘惑』でケイト役を掴んだ。テレビ局Showtimeのテレビシリーズ『ユナイテッド・ステイツ・オブ・タラ』にケイト・グレッグソン役で出演を果たす。番組は2009年1月18日に初放映。2012年、映画『21ジャンプストリート』でジョナ・ヒル、チャニング・テイタムらと共演、1980年代の人気テレビ番組の映画化でモリー役として出演を果たした。2013年、テレビシリーズ『コミ・カレ!!』のシーズン4第8話Herstory of Danceに出演、翌年に再び同作の5シーズン第6話Analysis of Cork-Based Networkingにレイチェル役でゲスト出演を果たす。2013年に映画『ショート・ターム』で主演。2010年から2011年に司会者クレイグ・ファーガソンの深夜トークショー番組『ザ・レイト・レイト・ショー・ウィズ・クレイグ・ファーガソン』に何回かゲスト出演した。

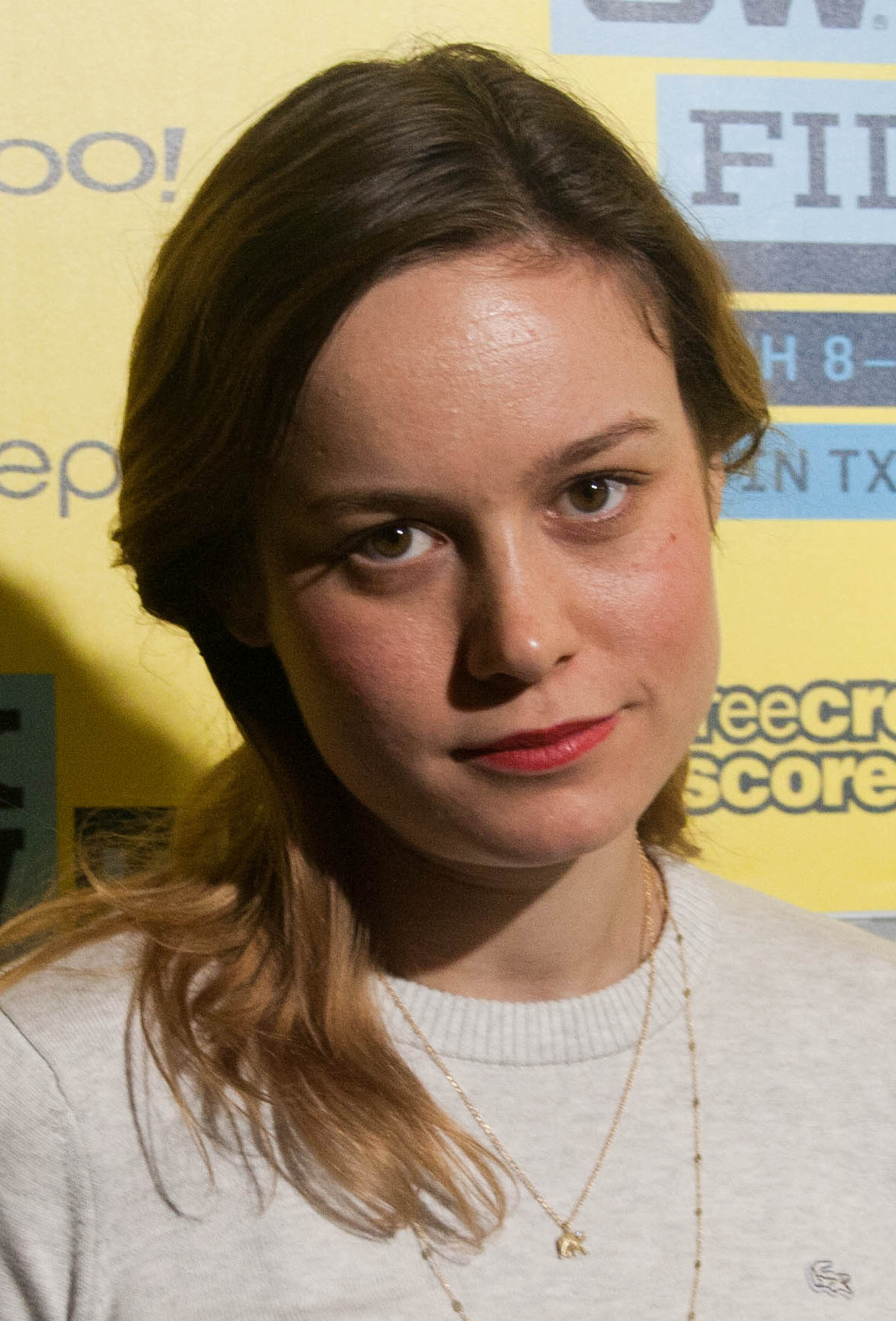
2013年、『ドン・ジョン』SXSWプレミアでのラーソン

2015年のレニー・エイブラハムソン監督の映画『ルーム』で第88回アカデミー賞主演女優賞受賞。
2017年、映画『ユニコーン・ストア』で監督、主演、製作（デヴィッド・バーナドとルーベン・フライシャーと共同製作）を務め、長編映画監督デビューを果たす。ラーソンが監督業に興味を示したことが監督も兼任する切っ掛けとなった。
2020年7月2日に、自身の公式YouTubeチャンネルを開設した。
2023年には映画『ワイルド・スピード/ファイヤーブースト』にテス役として出演。彼女自身『ワイルドスピード』シリーズへの出演を5年ほど悲願しており、『ファイヤーブースト』への出演を果たした。

## 音楽活動
2005年にミュージシャン、シンガーソングライターとして本格的に音楽キャリアを開始、大手レコードレーベルでデビューアルバムをリリースしたあと、米国中のライブコンサートで演奏した。セカンドアルバムを制作して完成させたが、リリースされなかった。ラーソンはEPをリリースする計画を明らかにしたが、話題にならなかった。彼女はミュージシャンとしてのキャリアを諦めなかったが、新しい曲をリリースしたとき、知れ渡ることはなかった。そもそもラーソンは2003年初頭からシンガーに対する関心をもち始め、彼女の個人ウェブサイトを通じて楽曲を売り込み始めたときに、すでにアルバムをリリースすることに意欲を見せていた。彼女自身の言葉「一緒になれない素敵な2人」について歌っている最初にリークした楽曲「Go Goodbye」、並びに「Invisible Girl」は、カサブランカ・レコード、ユニバーサル・レコードを発売元としたうえでレコード契約書に署名して、ラーソンの先行曲となった。どちらの楽曲もマイケル・ビンーコスとクレイグ・バートックの助けを借りたうえで書かれ制作された。 2003年、別の楽曲「Not a Freak」をリーク、ミュージックビデオさえあり、オンライン購入が可能だった。
2004年晩春、カサブランカ・レコードの制約事項を原因として彼女のウェブサイトからすべての楽曲を削除、ファーストアルバムの新曲を録音している合間のことであった。彼女は同年10月にアルバムをリリースすることに意欲を持っていた。まだ発売されていなかったデビューアルバムからのファーストシングル「She Said」、折しも彼女の公式ウェブサイトを経由して聞くことが可能であり、12月中にはiTunesで公式に発売され、そして翌月に全米のラジオ局に楽曲を送った。2005年に全米で最も売れたCDシングル99番入りしたにも関わらず、SoundScanによるとビルボードホット100シングルセールス上において第31位で最高に達し、エアプレイが低調であったため、米国内で最もかけられた楽曲トップ40入りを果たせなかった。また、2004年10月11日に行われたAOL Sessionsにおけるライブパフォーマンスの模様を収録している。彼女の唯一のアルバム『Finally Out of P.E.』は2005年後半に発売し、米国で約3500枚を売り上げた。発売前にレコードレーベルは「She Said」のミュージックビデオを製作、並びにAOL SessionsでのパフォーマンスのDVDを発売した。アルバム全体は10代のユーザー層に焦点を合わせており、彼女が雑誌『Teen People』主催のロックツアーでパフォーマンスして明らかになったが、ジェシー・マッカートニーとともに続けたツアーはラジオディズニーやラジオ KOLのような子供向けラジオから数多くのエアプレイをかけられた。クリス・アップルバウムが監督を務めた「She Said」のミュージックビデオは退屈しがちなファストフードレストランの労働者が「自分を見つける」ため歌い手を目指す物語を描いている。また、映画『バービーとペガサスの魔法』にクレジットされているサウンドトラック「Hope Has Wings」を歌った。楽曲のミュージックビデオは映画のDVDにボーナス特典として収録されている。
2006年、ロサンゼルスを根拠地としたインディペンデントバンドのボーカリストとギタリストのジャック・ブレバーやラミ・パールマンとともに彼女の以前の音楽の作風とは若干異なる映画『Hoot』のサウンドトラック「Coming Around」を書いて録音した。
2006年3月1日、ラーソンはロサンゼルスにある有名なViper Roomで新しい楽曲をアコースティックスタイルでパフォーマンスした。演奏した曲は「Dear Universe」、「Powershift」、「Stilts and the Titanic」、「Superstition」、米国の音楽ユニットのインディゴ・ガールズのカバー曲 「Closer to Fine」 そして、彼女のアルバムからの楽曲「"Falling Into History"」。新しい曲からは一曲だけスタジオ録音してリークされたシングル「Stilts and the Titanic」はマイケル・ビンーコスと共同で書き制作した。楽曲は2006年夏にラーソン公式マイスペースでデモ版として視聴、ダウンロードができた。
2008年10月22日、新しい音楽素材や5楽曲を含むEPを録音して、アーティストであるケイトリン・クロスビーの最新アルバムにバッキングボーカルを提供することを彼女の公式MySpaceページでファンに向けて発表した。 EPには楽曲「Ugly」の再録音したバージョンや新しい4曲「Dear Universe」, 「Sharpen My Nails」, 「Arielle」, 「If All Goes Well」が含まれていた。
2010年に映画『スコット・ピルグリム VS. 邪悪な元カレ軍団』の劇中で「Black Sheep」を披露した。

## 私生活
長年、ロックミュージシャンのアレックス・グリーンウォルドと交際し、2016年5月に婚約。2019年1月に婚約を解消したとの報道があった。

## フィルモグラフィ
※役名の太字表記は主演。

### 映画
| 年   | 題名                                                                        | 役名                                                     | 備考 | 吹き替え                                |
| ---- | --------------------------------------------------------------------------- | -------------------------------------------------------- | --- | --------------------------------------- |
| 2004 | 13 ラブ 30 サーティン・ラブ・サーティ 13 Going on 30                        | シックス・チック                                         | | 不明                                    |
| 2004 | スリープオーバー Sleepover                                                  | リズ                                                     | （吹き替え版なし） |                                         |
| 2005 | プライド・オブ・マディソン/栄光への挑戦 Madison                             | レーシングガール2                                        | （吹き替え版なし） | 日本劇場未公開                          |
| 2007 | 童貞ペンギン Farce of the Penguins                                          | I Need a Z-Pack Penguin                                  | （吹き替え版なし） | 声の出演                                |
| 2009 | タナー・ホール 胸騒ぎの誘惑 Tanner Hall                                     | ケイト                                                   | （吹き替え版なし） |                                         |
| 2010 | ベン・スティラー 人生は最悪だ! Greenberg                                    | サラ                                                     | （吹き替え版なし） | 日本劇場未公開                          |
| 2010 | スコット・ピルグリム VS. 邪悪な元カレ軍団 Scott Pilgrim vs. the World       | エンヴィー・アダムズ                                     | | 楠見藍子                                |
| 2011 | ランパート 汚れた刑事 Rampart                                               | ヘレン                                                   | 日本劇場未公開 | 不明                                    |
| 2011 | ダメ男がモテる本当の理由 The Trouble with Bliss                             | ステファニー                                             | 日本劇場未公開 | （吹き替え版なし）                      |
| 2012 | 21ジャンプストリート 21 Jump Street                                         | モリー・トレイシー                                       | | 石田嘉代（ソフト版） 不明（機内上映版） |
| 2013 | ドン・ジョン Don Jon                                                        | モニカ・マルテロ                                         | 不明 |                                         |
| 2013 | ショート・ターム Short Term 12                                              | グレイス                                                 | （吹き替え版なし） |                                         |
| 2013 | いま、輝くときに The Spectacular Now                                        | キャシディ                                               | （吹き替え版なし） |                                         |
| 2014 | ザ・ギャンブラー/熱い賭け The Gambler                                       | エイミー・フィリップス                                   | 清水理沙 |                                         |
| 2015 | 新しい夫婦の見つけ方 Digging for Fire                                       | マックス                                                 | 不明 |                                         |
| 2015 | エイミー、エイミー、エイミー! こじらせシングルライフの抜け出し方 Trainwreck | キム                                                     | 下山田綾華 |                                         |
| 2015 | ルーム Room                                                                 | ママ / ジョイ・ニューサム                                | アカデミー主演女優賞受賞 ゴールデングローブ賞 主演女優賞（ドラマ部門）受賞 ナショナル・ボード・オブ・レビュー賞 2015主演女優賞受賞第22回全米映画俳優組合賞主演女優賞受賞 | 久嶋志帆                                |
| 2016 | フリー・ファイヤー Free Fire                                                | ジャスティン                                             | | 久嶋志帆                                |
| 2017 | キングコング:髑髏島の巨神 Kong: Skull Island                                | メイソン・ウィーバー                                     | 佐々木希 |                                         |
| 2017 | ガラスの城の約束 The Glass Castle                                           | ジャネット・ウォールズ                                   | 久嶋志帆 |                                         |
| 2017 | Basmati Blues                                                               | リンダ                                                   | N/A |                                         |
| 2019 | キャプテン・マーベル Captain Marvel                                         | キャロル・ダンヴァース / ヴァース / キャプテン・マーベル | 水樹奈々 |                                         |
| 2019 | ユニコーン・ストア Unicorn Store                                            | キット                                                   | Netflixオリジナル映画 兼監督・製作 | 清水理沙                                |
| 2019 | アベンジャーズ/エンドゲーム Avengers: Endgame                               | キャロル・ダンヴァース / キャプテン・マーベル            | | 水樹奈々                                |
| 2019 | 黒い司法 0%からの奇跡 Just Mercy                                            | エバ・アンスリー                                         | 甲斐田裕子 |                                         |
| 2019 | ビトウィーン・トゥ・ファーンズ: ザ・ムービー Between Two Ferns: The Movie   | 本人役                                                   | Netflixオリジナル映画 | 水樹奈々                                |
| 2021 | シャン・チー/テン・リングスの伝説 Shang-Chi and the Legend of the Ten Rings | キャロル・ダンヴァース / キャプテン・マーベル            | カメオ出演（クレジットなし） | 水樹奈々                                |
| 2023 | ワイルド・スピード/ファイヤーブースト Fast X                                | テス                                                     | | 水樹奈々                                |
| 2023 | マーベルズ The Marvels                                                      | キャロル・ダンヴァース / キャプテン・マーベル            | | 水樹奈々                                |
| 2026 | Avengers: Doomsday                                                          | キャロル・ダンヴァース / キャプテン・マーベル            | TBD |                                         |
| TBA  | Fail-Safe                                                                   | TBA                                                      | TBD |                                         |

### テレビ
| 放映年    | 題名                                                                   | 役名                   | 備考                                               | 吹き替え |
| --------- | ---------------------------------------------------------------------- | ---------------------- | -------------------------------------------------- | -------- |
| 2001-2002 | Raising Dad                                                            | エミリー・スチュワート | 計22話出演                                         | N/A      |
| 2003      | レーシング・エンジェルズ Right on Track                                | コートニー             | テレビ映画                                         |          |
| 2008      | ゴースト 〜天国からのささやき Ghost Whisperer                          | クリスタ               | 第3シーズン第11話「顔のない悪意」                  |          |
| 2009-2011 | ユナイテッド・ステイツ・オブ・タラ United States of Tara               | ケイト・グレッグソン   | 計36話出演                                         |          |
| 2012      | NTSF:SD:SUV:: NTSF:SD:SUV                                              | ケイトリン             | 第2シーズン第2話「The Real Bicycle Thief」         |          |
| 2013-2014 | コミ・カレ!! Community                                                 | レイチェル             | 計3話出演                                          |          |
| 2016      | サタデー・ナイト・ライブ Saturday Night Live                           | 本人                   | 「Brie Larson/Alicia Keys」                        | N/A      |
| 2019      | ジミー・キンメル・ライブ! Jimmy Kimmel Live!                           | ゲストホスト           | 「Guest Hostess Brie Larson / Jamie Foxx」         | N/A      |
| 2019      | ランニング・ワイルド with ベア・グリルス Running Wild with Bear Grylls | 本人                   | 第5シーズン第2話「ブリー・ラーソンとパール諸島へ」 | 水樹奈々 |

### WEBシリーズ
| 年   | 題名                                                        | 役名                 | 配信局    | 備考                    | 吹替     |
| ---- | ----------------------------------------------------------- | -------------------- | --------- | ----------------------- | -------- |
| 2021 | ワンダヴィジョン WandaVision                                | キャプテン・マーベル | Disney+   | 声の出演 ノンクレジット |          |
| 2022 | ミズ・マーベル Ms.Marvel                                    | キャプテン・マーベル | Disney+   | カメオ出演              |          |
| 2022 | グローイング・アップ 大人への旅 Growing Up                  | N/A                  | Disney+   | 製作総指揮              |          |
| 2023 | レッスン in ケミストリー Lessons in Chemistry               | エリザベス・ゾット   | Apple TV+ | 兼製作総指揮            | 水樹奈々 |
| 2023 | スコット・ピルグリム テイクス・オフ Scott Pilgrim Takes Off | エンヴィー・アダムズ | Netflix   | 声の出演                | 花澤香菜 |
| 2025 | 一流シェフのファミリーレストラン The Bear                   | フランシー・ファク   | Disney+   |                         |          |

## 日本語吹き替え
『キャプテン・マーベル』以降は大半の作品で水樹奈々が吹き替えを担当している。
その他にも、久嶋志帆、清水理沙、楠見藍子などが吹き替えを担当している。

## ディスコグラフィ

### アルバム
Finally Out of P.E.
- 2005年10月18日発売 (米)[30]

### シングル
- 2005: "She Said"[28]
- 2005: "Life After You"[40]

## 参考・脚注
1. ↑  “Brie Larson Bio”.  Tribute. 2012年12月15日閲覧。
2. ↑  ブリー・ラーソン：ニュースまとめ【10/11更新】 - ライブドアニュース
3. ↑  “ON THE RISE: Brie Larson Discusses Her Breakout Role in 'Short Term 12'”. Icon vs. Icon. (2013年8月19日) 2013年12月11日閲覧。
4. ↑  Lewis, Tim (2013年10月20日). “Brie Larson interview: 'I just wanted to do weird stuff'”. The Observer 2013年12月11日閲覧。
5. ↑  Graham, Bill (5 September 2013), Brie Larson Talks 'Short Term 12', Her First Language and the Only Film of Hers She'll Rewatch, The Film Stage
6. ↑  Profile, glamour.com; accessed October 19, 2014.
7. ↑  Stern, Marlow (2013年8月25日). “Brie Larson On ‘Short Term 12,’ One of the Year’s Best Films”. The Daily Beast 2013年12月12日閲覧。
8. ↑  Aquino, Tara; Barone, Matt; Scarano, Ross (2013年7月16日). “Brie Larson - The 25 Best Actresses in Their 20s”. Complex 2013年12月12日閲覧。
9. ↑  Simon, Rachel (2013年10月18日). “'Short Term 12's Brie Larson Was Secretly In All Of Your Favourite Movies”. Bustle 2013年12月12日閲覧。
10. ↑  Erbland, Kate (2013年8月21日). “Brie Larson Is a New Breed of Reluctant Hollywood It Girl”. Film School Rejects.  オリジナルの2013年10月31日時点におけるアーカイブ。 2013年12月12日閲覧。
11. ↑  Viruet, Pilot (2013年4月4日). “Community: "Herstory Of Dance"”. The A.V. Club 2013年12月11日閲覧。
12. ↑  Caceda, Eden (2013年12月17日). “Finding A Voice”. Filmink.  オリジナルの2014年10月6日時点におけるアーカイブ。
13. ↑  Weisman, Jon (2013年10月9日). “10 Actors to Watch: Brie Larson Breaks Out With 'Short Term 12'”. Variety 2013年12月11日閲覧。
14. ↑  Former Child Actress Brie Larson at ‘Late Late Show with Craig Ferguson’[リンク切れ]
15. ↑  “オスカー女優ブリー・ラーソンが監督デビュー”. 映画.com. (2016年8月11日) 2016年8月12日閲覧。
16. ↑  “カメラの後ろ側に回る女優たち”. elle (2017年6月18日). 2020年9月23日閲覧。
17. ↑  “Brie Larson joins YouTube: See the 'Captain Marvel' star's 1st video”. GMA (2020年7月2日). 2020年9月23日閲覧。
18. ↑  “「ワイルド・スピード」新作、23年5月公開！ 東京オートサロン＆大阪オートメッセに特別ブース出展 : 映画ニュース”. 映画.com. 2023年5月21日閲覧。
19. ↑   (日本語) 『ワイスピ』レティ・テス・サイファーのスピンオフが実現したら？『ワイルド・スピード／ファイヤーブースト』単独インタビュー 2023年5月21日閲覧。
20. 1 2 3  Brie Larson/Myspace
21. ↑  Official Website. August 8, 2003. Archived from the original. Retrieved on November 9, 2010.
22. ↑  Brie Larson > Profile Archived 2016年3月3日, at the Wayback Machine.. American Music Channel. Retrieved on November 9, 2010.
23. ↑  Moore, David. "Bunnies, Traps, and Slip ‘n’ Slides: An Interview with Brie Larson", Stylus Magazine, September 19, 2007. Retrieved on November 9, 2010.
24. ↑  Brie filmed her first music video for the single. October 8, 2003. Archived from the original. Retrieved November 9, 2010.
25. ↑  Official Website. June 2, 2004. Archived from the original. Retrieved on November 9, 2010.
26. ↑  Daily News. Tommy2.net, December 29, 2004. Retrieved on November 9, 2010.
27. ↑  Brie Larson. Coming Soon // Debut Album Coming 2005. October 9, 2005. Archived from the original. Retrieved on November 9, 2010.
28. 1 2  FMQB.com. Retrieved November 9, 2010.
29. ↑  "Aol Sessions" (2002) - Episode List. IMDb. Retrieved on November 9, 2010.
30. 1 2  Friedman, Roger. "Mariah's Up, So Where's Tommy?", Fox News, January 4, 2006. Retrieved on November 9, 2010.
31. ↑  Chris Applebaum > Credits. Retrieved on November 9, 2010
32. ↑  Brie Larson, official website, news section. Retrieved on January 30, 2012.
33. ↑  ASCAP ACE - Search. Retrieved January 30, 2012.
34. ↑  http://tommy2.net/content/?p=163 May 2, 2006 concert review from Tommy2.Net
35. ↑  Topel, Fred (2010年8月8日). “Brandon Routh on Scott Pilgrim”. CraveOnline.  オリジナルの2013年10月15日時点におけるアーカイブ。 2013年12月11日閲覧。
36. ↑  “『キャプテン・マーベル』ブリー・ラーソン、婚約を解消”. シネマトゥデイ. 2019年5月17日閲覧。
37. ↑  “作品賞は『マッドマックス　怒りのデス・ロード』！ナショナル・ボード・オブ・レビュー賞発表”.   シネマトゥデイ (2015年12月2日). 2015年12月2日閲覧。
38. ↑  “レオナルド・ディカプリオ　主演男優賞受賞　全米映画俳優組合賞映画部門発表”.   シネマトゥデイ (2016年2月1日). 2016年2月2日閲覧。
39. ↑  Brie Larson | AllMusic. Retrieved January 30, 2012.
40. ↑  FMQB.com Retrieved January 30, 2012.